# Список галактик-супутників галактики Андромеди

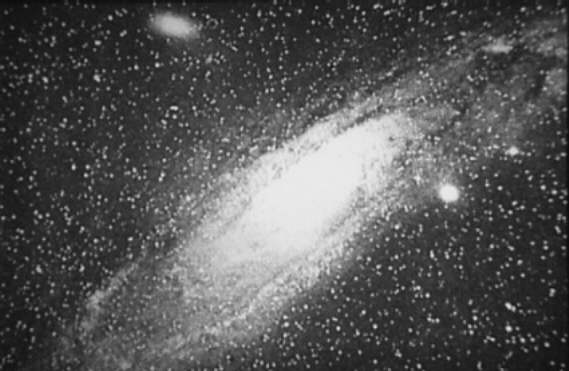
Галактика Андромеди з M110 у верхньому лівому кутку та M32 праворуч від ядра

Підгру́па Андроме́ди — частина місцевої групи галактик, що включає галактику Андромеди і всі її галактики-супутники, гравітаційно пов'язані з нею. З Андромедою гравітаційно пов'язані принаймні 14 карликових галактик, найяскравішими з яких є M 32 і M 110. Інші супутники значно тьмяніші, більшість відкрито, починаючи від 1970-их років. 2014 року встановлено, що Андромеда IV не є супутником, оскільки розташована в 10 разів далі від Чумацького Шляху, ніж сама галактика Андромеди.
11 січня 2006 року оголошено, що тьмяні галактики-супутники Андромеди містяться близько або на одній площині, що проходить через центр Андромеди. Таке розташування несподіване в контексті сучасних моделей формування галактик. Площина, в якій розташовані галактики-супутники, спрямована в бік сусідньої групи галактик (група M81), можливо, повторюючи великомасштабний розподіл темної матерії.

## Список відомих супутників
Таблиця супутників Галактики Андромеди, відсортованих тут за датою відкриття (орбітальна відстань невідома).
| Назва                                                     | Тип     | Відстань від Сонця, млн. св. р. | Зоряна величина | Рік відкриття |
| --------------------------------------------------------- | ------- | ------------------------------- | --------------- | ------------- |
| M32                                                       | dE2     | 2.48                            | +9.2            | 1749          |
| M110                                                      | dE6     | 2.69                            | +9.4            | 1773          |
| NGC 185                                                   | dE5     | 2.01                            | +11             | 1787          |
| NGC 147                                                   | dE5     | 2.2                             | +12             | 1829          |
| Андромеда I                                               | dSph    | 2.43                            | +13.2           | 1970          |
| Андромеда II                                              | dSph    | 2.13                            | +13             | 1970          |
| Андромеда III                                             | dSph    | 2.44                            | +10.3           | 1970          |
| Андромеда V                                               | dSph    | 2.52                            | +15.4           | 1998          |
| Карликова сфероїдальна в Пегасі (Андромеда VI)            | dSph    | 2.55                            | +14.5           | 1998          |
| Карликова в Кассіопеї (Андромеда VII)                     | dSph    | 2.49                            | +12,9           | 1998          |
| Андромеда VIII                                            | dSph    | 2.7                             | +9.1            | 2003          |
| Андромеда IX                                              | dSph    | 2.5                             | +16.2           | 2004          |
| Андромеда X                                               | dSph    | 2.9                             | +16.2           | 2005          |
| Андромеда XI                                              |         |                                 |                 | 2006          |
| Андромеда XII*                                            |         |                                 |                 | 2006          |
| Андромеда XIII                                            |         |                                 |                 | 2006          |
| Андромеда XIV*                                            |         |                                 |                 | 2007          |
| Андромеда XV                                              |         |                                 |                 | 2007          |
| Андромеда XVI                                             |         |                                 |                 | 2007          |
| Андромеда XVII                                            |         |                                 |                 | 2008          |
| Андромеда XVIII*                                          |         |                                 |                 | 2008          |
| Андромеда XIX                                             |         |                                 |                 | 2008          |
| Андромеда XX                                              |         |                                 |                 | 2008          |
| Андромеда XXI                                             |         |                                 |                 | 2009          |
| Андромеда XXII*                                           |         |                                 |                 | 2009          |
| Андромеда XXIII                                           |         |                                 |                 | 2011          |
| Андромеда XXIV                                            |         |                                 |                 | 2011          |
| Андромеда XXV                                             |         |                                 |                 | 2011          |
| Андромеда XXVI                                            |         |                                 |                 | 2011          |
| Андромеда XXVII                                           |         |                                 |                 | 2011          |
| Андромеда XXVIII                                          |         |                                 |                 | 2011          |
| Андромеда XXIX                                            |         |                                 |                 | 2011          |
| Припливна північно-західна течія (Припливний потік E і F) |         |                                 |                 | 2009          |
| Припливна південно-західна течія                          |         |                                 |                 | 2009          |
| Галактика Трикутника * (M33)                              | SA(s)cd | 2.59                            | +6.27           | 1654?         |

* Невідомо, чи є ці галактики супутниками Галактики Андромеди.

## Взаємодія з Андромедою

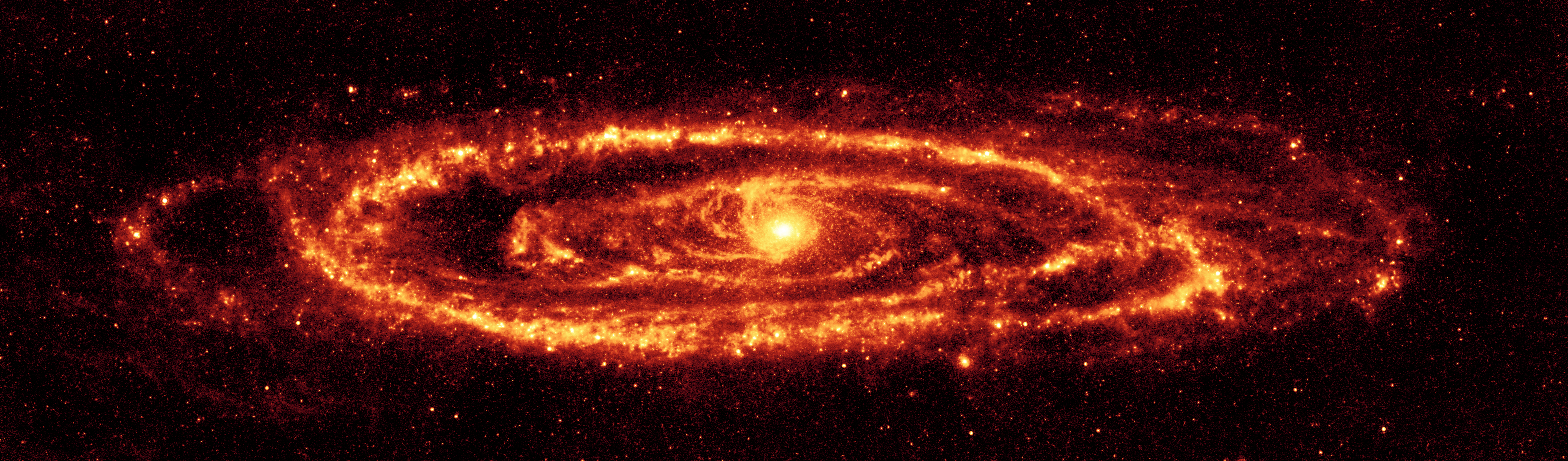
Галактика Андромеди (M31) в інфрачервоному випромінюванні, з «отвором» у нижньому правому кутку.

Нові зображення, отримані космічним телескопом "Спітцер", пролили світло на неспокійне минуле галактики Андромеди. Зображення показують, що  кілька мільйонів років тому одна з її галактик-супутників, M32, пройшла через один зі спіральних рукавів Андромеди. Інфрачервоні фотографії двох спіральних рукавів Андромеди показують, що вони і опукле зоретвірне кільце є окремими структурами. На знімках також видно отвір, навколо якого кільця виглядають розділеними на дуги. Астрономи вважають, що цей отвір у галактичному диску Андромеди пробила M32.